# Cementir Holding
Cementir Holding S.p.A. er en italiensk multinational cement- og betonproducent med hovedsæde i Rom. Virksomheden blev etableret i 1947 og fungerer som holdingselskab for Cimentas A.S. og Aalborg Portland A/S. Deres produktion foregår primært i Luxembourg, Tyrkiet, Italien og Danmark. Italienske Francesco Gaetano Caltagirone er majoritetsaktionær i Cementir Holding.